# Леса (Грузия)
Ле́са (груз. ლესა) — село в Грузии. Находится в Ланчхутском муниципалитете края Гурия.
Расположено на Гурийской низменности, на высоте 30 метров над уровня моря. Является центром сельской общины, в которую входит также село Чинати. Через село проходит международная автомагистраль С12 из Самтредии в Сарпи. В селе также имеется станция Грузинской железной дороги Леса, расположенная на линии Самтредиа — Батуми.
Население села составляет 1152 человек по итогам переписи 2014 года. Большинство населения составляют грузины.

## Известные люди
В 1870 году в селе родился грузинский публицист и общественный деятель Кита Абашидзе.